# Saintongeais

Área linguística do Saintongeais em Charente e no norte da Gironda

Saintongeais (saintonjhais) ou Saintongês, por vezes traduzido para português como sântone , é um dialeto do idioma Pictavo-sântone falado no trecho médio do litoral leste da França nas antigas províncias de Saintonge, Aunis e Angoumois, todas as quais foram incorporadas ao atual departamento de Charente e  Charente-Maritime bem como em partes dos departamento vizinho Deux-Sèvres, Vendeia e Gironda. Mesmo que muitas mesmas palavras sejam usadas nos dois departamentos de Charente, elas diferem em alguns aspectos com pronúncia e significado.
O saintongeais foi muito influenciado pelos dialetos acadianos e Cajun do francês quer eram falados nos Estados Unidos e no Canadá. Entretanto, o francês quebequense foi influenciado pelos três dialetos das línguas de oïl: o normando, o franciano e este saintongeais.

## Geografia
A área do saintongeais cobre uma grande parte do departamento Charente-Maritime,  o oeste e centro de Charente, o norte de Gironda com seu  Pays Gabaye e seus enclaves em torno de Saintonge, Monségur; como o aunisiano (Vendeia Sul) e saintongeais (Deux-Sèvres Sul) parte do Marais Poitevin. Hoje, o saintongeais não é mais falado com exceção de áreas rurais. Ainda é usado em “shows”, revistas e no rádio. Algumas palavras do dialeto ainda são usadas na região. Palavras como since (flanela para pisos) são tão aplicadas que muitos pensam que seja da língua francesa.

## Cultura
Saintongeais é usado junto com o Francês na revista Xaintonge, que é publicada semestralmente. Aqueles que mais promoveram o “Charentais” falado no início do século XX do dito "Bardo Saintongês" Goulebenéze e depois Odette Comandon, que escreveu comédias e histórias de folclore,  atrizes de patoá e contadores de histórias. O médico rural Athanase Jean também escreveu muitas peças nesse dialeto, ajudando a promover a cultura saintongesa.